# كاموبي
كاموبي (بالإنجليزية: Camopi)‏ هي إحدى بلديات دائرة كايين بغويانا الفرنسية. تبلغ مساحتها 10030 كيلومتر مربع أما عدد سكانها ف 1486 نسمة.